# Fluesvamp
Fluesvamp (Amanita) er en slægt af svampe. De hører til gruppen af større hatsvampe og har følgende typiske fællestræk:
- Skæl på hatten
- Hvide lameller
- Stok med en (normalt tydelig) ring
- Knold og skede ved basis

## Toksikologi
Fluesvampene omfatter en håndfuld gode spisesvampe, men også en håndfuld giftige arter, hvoraf to står for de fleste registrerede dødsfald som følge af indtagelse af svampe.

## Forekomst
De almindeligste fluesvampe i Danmark er:
- Kugleknoldet Fluesvamp, Amanita citrina. Kulinarisk værdi:
- Brun Kam-Fluesvamp, Amanita fulva (A. vaginata var. fulva). Kulinarisk værdi:
- Panter-Fluesvamp, Amanita pantherina. Kulinarisk værdi:
- Grøn Fluesvamp, Amanita phalloides. Kulinarisk værdi: (Dødeligt giftig)
- Grøn Fluesvamp, ungt eksemplar
- Rødmende Fluesvamp, Amanita rubescens. Kulinarisk værdi:  [1]
- Rødmende Fluesvamp, ungt eksemplar
- Grå Kam-Fluesvamp, Amanita vaginata. Kulinarisk værdi:
- Snehvid Fluesvamp, Amanita virosa. Kulinarisk værdi:  (Dødeligt giftig.)
- Rød Fluesvamp, Amanita muscaria. Kulinarisk værdi:  [2]

## Andre fluesvampe
- Brun Fluesvamp, Amanita regalis. Kulinarisk værdi:  Farlig, idet der kendes eksempler på udvikling af svære psykiske sygdomme. Meget sjælden i Danmark.[3]

## Signaturforklaring
- = lækker spise
- = spiselig
- = uspiselig
- = ukendt giftighed
- = advarsel
- = giftig
- = påvirker sindet